# Rapier

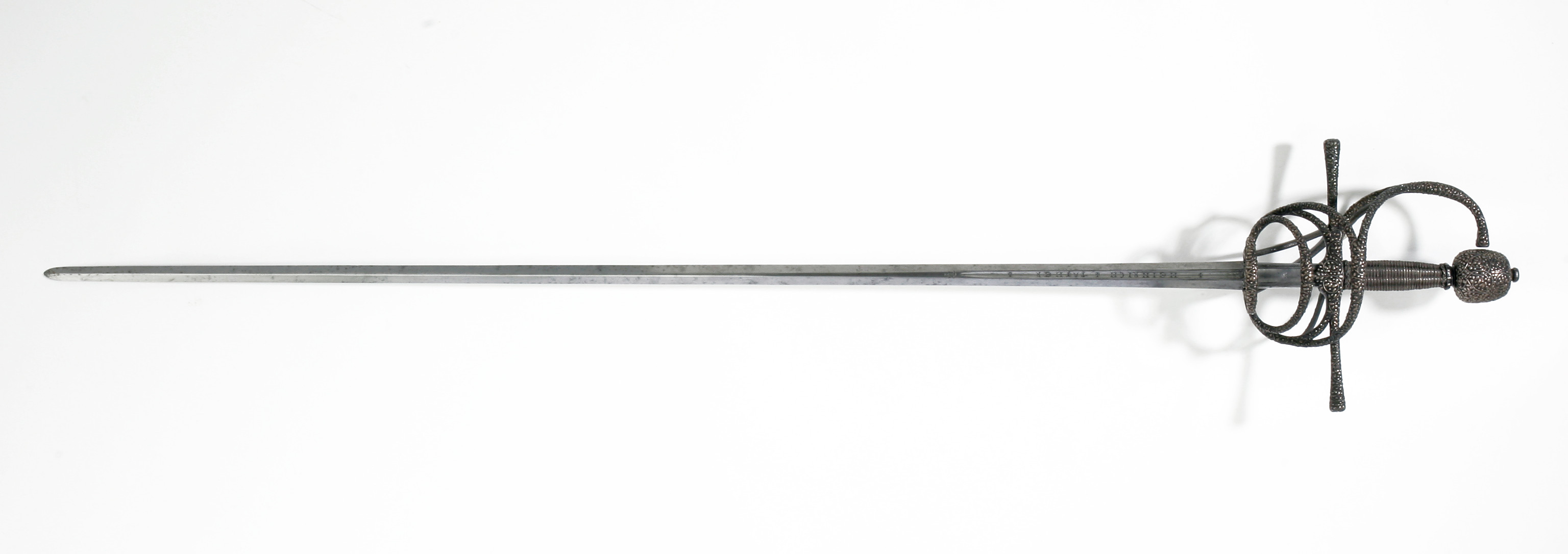
Rapier (początek XVII w.)

Rozbudowana oprawa rękojeści rapiera

Rapier – jednoręczna, sieczno-kolna lub kolna broń biała o długiej, prostej obosiecznej głowni. Charakterystyczną cechą rapiera jest występowanie w nim podkrzyża (ricasso) oraz  rozbudowana oprawa rękojeści, wyposażona w liczne osłony (np. ośla podkowa, obłęki).
Rapier konstrukcyjnie wyewoluował od miecza na początku renesansu jako broń noszona „na co dzień” przez mieszczan. Był najpopularniejszą bronią Europy Zachodniej od XVI do XVII wieku. Natomiast w Polsce był używany głównie przez wojska autoramentu cudzoziemskiego (arkebuzerów, rajtarów, dragonów i muszkieterów).
Wbrew obiegowym opiniom rapier jest stosunkowo ciężką bronią, o masie zbliżonej do późnośredniowiecznego miecza jednoręcznego. Mimo że początkowo był bronią sieczno-kolną, w drodze ewolucji jego funkcja sieczna stopniowo zanikała, przekształcając go w broń typowo kolną. Wespół z rapierem często używano również lewaka (sztylet trzymany w drugiej dłoni).

## Historia
Wraz z końcem średniowiecza pojawiła się potrzeba wynalezienia broni codziennej, noszonej przez mieszczan, będącej częścią garderoby. Głównym powodem była „moda” na pojedynki, które najczęściej odbywały się na miejscu i bez wcześniejszego przygotowania. Kolejną sprawą była możliwość zadawania pchnięć, co pozwalało na dokładne punktowanie słabych miejsc w opancerzeniu oraz walkę w małych pomieszczeniach (choć problem mogło stanowić samo wyciągnięcie broni). Na podstawie badań broni wiemy, że głownia rapiera miała długość około metra (zazwyczaj nieco więcej), a cała broń ważyła około 1,2 kg (waga ta wahała się od większej na początku ery rapiera, do mniejszej u jej schyłku). W czasach świetności rapiera (od około 1500 do 1680 roku) można wyróżnić trzy podstawowe okresy. W pierwszym był on cięższy i technika walki równoważyła cięcia i zadawanie pchnięć. Była to głównie pierwsza połowa XVI wieku. Kolejnym okresem były czasy Capo Ferro (koniec XVI wieku). Walka rapierem polegała głównie na zadawaniu pchnięć, choć możliwość cięć pozostała. Broń stała się bardziej kunsztowna, zdobna – jest to okres, z którego wywodzi się obecny wizerunek rapiera. Zmieniło się również podejście do szermierki – stanowiła wtedy bardziej element obronny, sposób na pozyskanie czasu, niż przygotowania do ataku. Ostatni okres (lata 1650–1680) zwany jest przejściowym, ze względu na zmianę technik tempa szermierczego z pojedynczego na podwójne (z czasem szybsze riposty wymusiły zmniejszenie się broni, zarówno jeśli chodzi o wagę, jak i długość – w wyniku czego powstały szpady).

## Budowa
Rapier składa się z dwóch części – głowni i oprawy. Na oprawę składają się kosz, rękojeść i głowica.

### Głownia
Głownia rapiera to prosta i zaostrzona część broni służąca do zadawania i parowania ciosów. Ze względu na te dwie funkcje dzieli się ją na dwie części:
- forte – znajdująca się bliżej rękojeści, bardziej masywna, przeznaczona do obrony i zbić
- foible – cieńsza i delikatniejsza, służy do ataku

Wykonana jest z jednego fragmentu litego metalu. Wyróżnia się na niej tang, czyli trzpień, przechodzący przez rękojeść, do którego przykręcona jest głowica.
Wymiary głowni rapiera mieszczą się w zakresie: długość od 90 do 130 cm, szerokość u nasady od 4 (tylko w przypadkach, kiedy szeroka u nasady głownia raptownie zwęża się ku sztychowi) do 1,5 cm. Przekrój głowni bywa romboidalny, soczewkowy, lub rzadziej płaski. Czasem występuje żebro, usztywniające głownię, prostopadłe do osi przekroju głowni.
Dokładne wymiary i kształt głowni różnią się w zależności od rodzaju rapiera. Najczęściej spotyka się rapiery z głownią długości około metra, o przekroju soczewkowym lub romboidalnym.
Długie, liczące 110–130 cm, wyposażone najczęściej w żebro rapiery włoskie, służyły przede wszystkim do pchnięć oraz do scramaccioni (szybkiego cięcia na twarz), zadawanego specjalnie ku temu ukształtowanym, liściasto rozszerzonym sztychem. Bardzo często głownia była ażurowa – w struzinach znajdują się okna, które czynią głownię lżejszą, a ponadto przydają jej elegancji.
Dłuższe niż metr bywały głownie tzw. rapierów saksońskich, których klasyfikacja jako rapieru jest problematyczna – jako ciężka broń kawaleryjska bliższe są raczej koncerzom.

### Oprawa
- rękojeść – najczęściej drewniana, zwężająca się ku końcom; czasem pokryta plecionką drucianą, karbowana, emaliowana lub obciągnięta skórą
- głowica – przykręcona do trzpienia, ma znaczenie konstrukcyjne (przez odkręcenie głowicy można rapier rozłożyć), oraz wyważa broń. Często zakończona niewielkim bolcem, mającym zwiększyć obrażenia przy ciosie głowicą
- jelec – prostopadły do głowni i rękojeści pręt, czasem wygięty esowato. Często zdobiony, czasem ograniczony do jednego, dolnego ramienia
- kabłąk – chroniący dłoń trzymającą rękojeść; w niektórych rapierach nie występuje
- ośla podkowa (pas d’âne) – dwa wygięte pręty, obejmujące ricasso; część ta ma za zadanie chronić przełożone przez jelce palce lub palec; za nią zaczyna się głownia
- podkrzyże (ricasso) – tępa, nieprofilowana część głowni; spoczywa na nim palec wskazujący
- obłęki – ośla podkowa, jelce i kabłąk są najczęściej połączone skomplikowanym systemem obłęków, mających za zadanie chronić dłoń; czasem obłęki uzupełniane są o tarczki lub wręcz zastępowane miseczką rapiera cup-hilt

#### Typy koszy
- Kosz prosty – najwcześniejsza forma kosza składająca się z jelca, oślej podkowy, jednego, ewentualnie dwóch poziomych obłęków, oraz (choć nie zawsze) kabłąka. W takie rękojeści często oprawiano głownie mieczowe, lub pośrednie między głowniami rapierowymi a mieczowymi.
- Kosz obłękowy – najczęściej występująca forma i jednocześnie obejmująca najwięcej wariacji. W tego typu koszach oprócz jelca, oślej podkowy i kabłąka występuje dodatkowo jeszcze szereg różnych obłęków.
- Pappenheimer (kosz z tarczkami) – wariacja rapiera obłękowego wyposażono dodatkowo w tarczki (przybierające zróżnicowane formy). Tarczki mogą też być tak duże, że rapier w zasadzie przypomina rapier dzwonowy. Charakterystyczna jest perforacja tarczek – być może w celu zmniejszenia wagi lub (co bardziej prawdopodobne) ważniejsza jest tutaj funkcja dekoracyjna. Często do takiego kosza doprawiano ciężkie głownie, pośrednie między głowniami rapiera a miecza, nie jest to jednak zasadą – czasem podobnie oprawiano głownie wręcz filigranowe, lub wyposażano lekkie rapiery obłękowe w niewielkie tarczki. Z pappenheimerem w ręku zginął pod Lützen król Gustaw Adolf.
- Kosz dzwonowy – chronologicznie ostatni powstały typ kosza, wyposażony w charakterystyczny dzwon. Oprócz niego w oprawie tej najczęściej występował również jelec i niekiedy kabłąk. Kosz dzwonowy najczęściej łączono z jednym typem głowni (długiej, z żebrem, służącej wyłącznie do pchnięć). Rapiery dzwonowe powstały w Hiszpanii lub we Włoszech w pierwszej połowie XVII wieku. Przy czym szczególną popularność zdobyły w Hiszpanii, gdzie używano ich do XVIII wieku, podczas gdy w innych państwach rapiery wyewoluowały już w lżejsze szpady. Nieco zdegenerowane formy rapiera dzwonowego przetrwały w Ameryce Łacińskiej aż do XIX wieku.

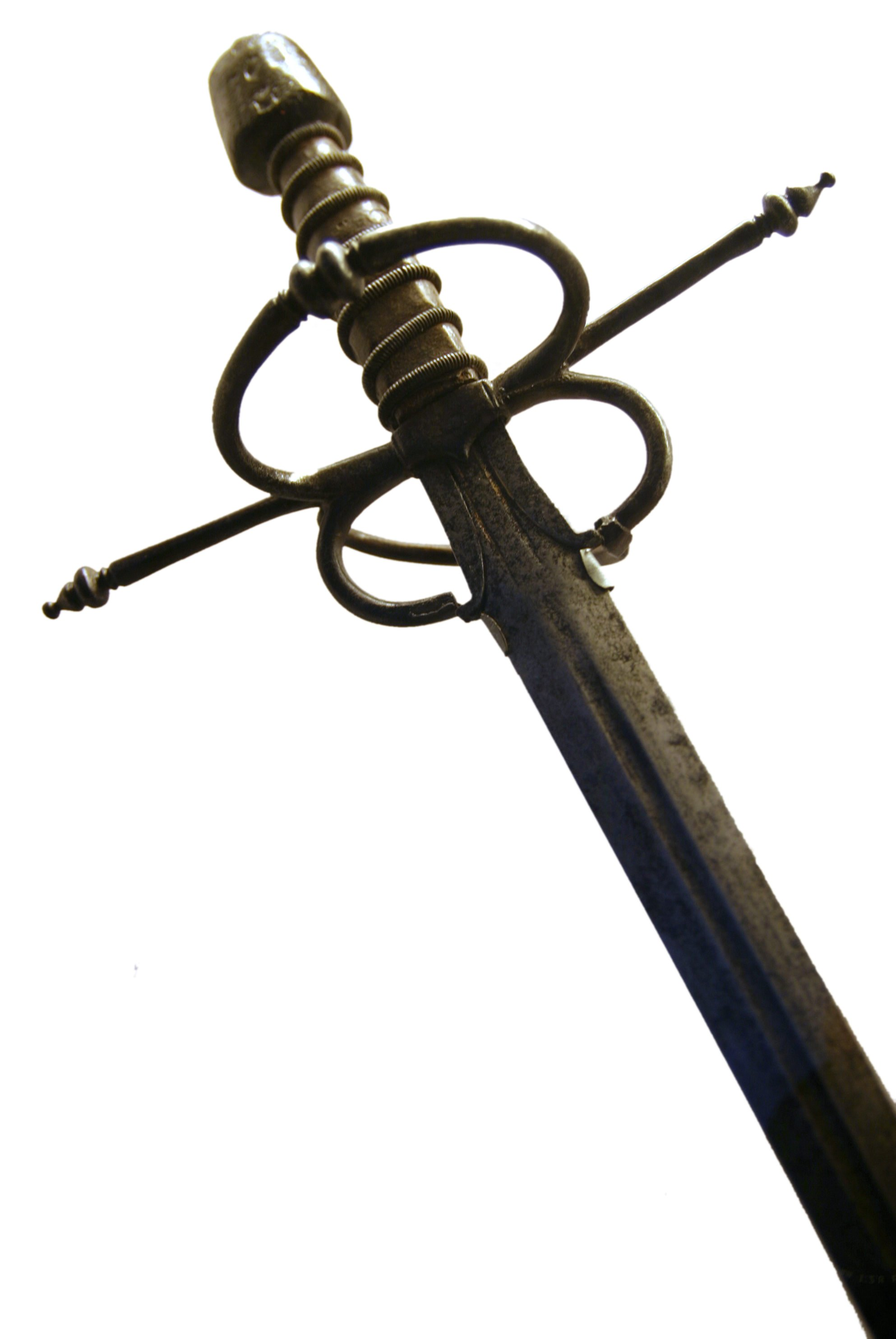
Kosz prosty
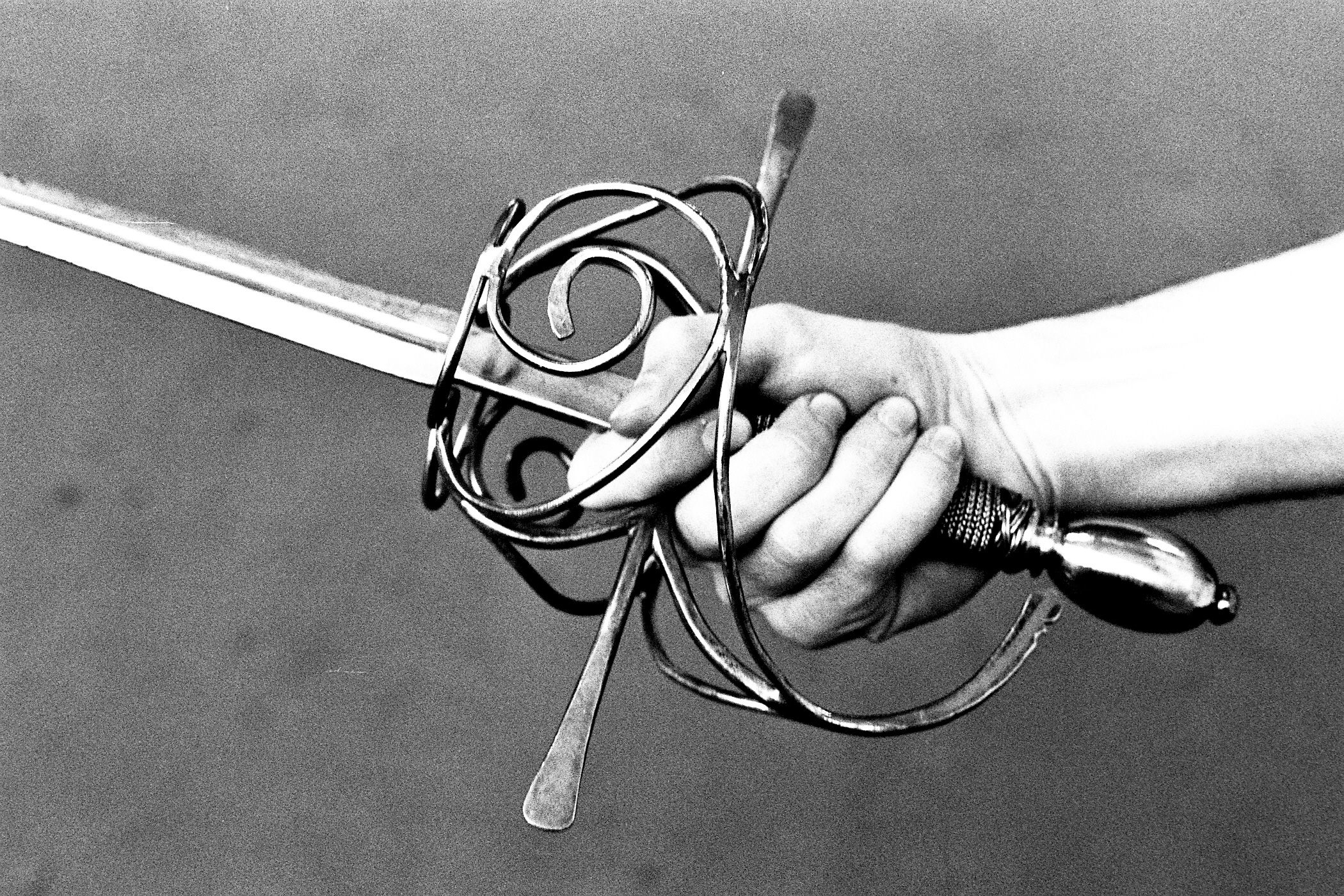
Kosz obłękowy
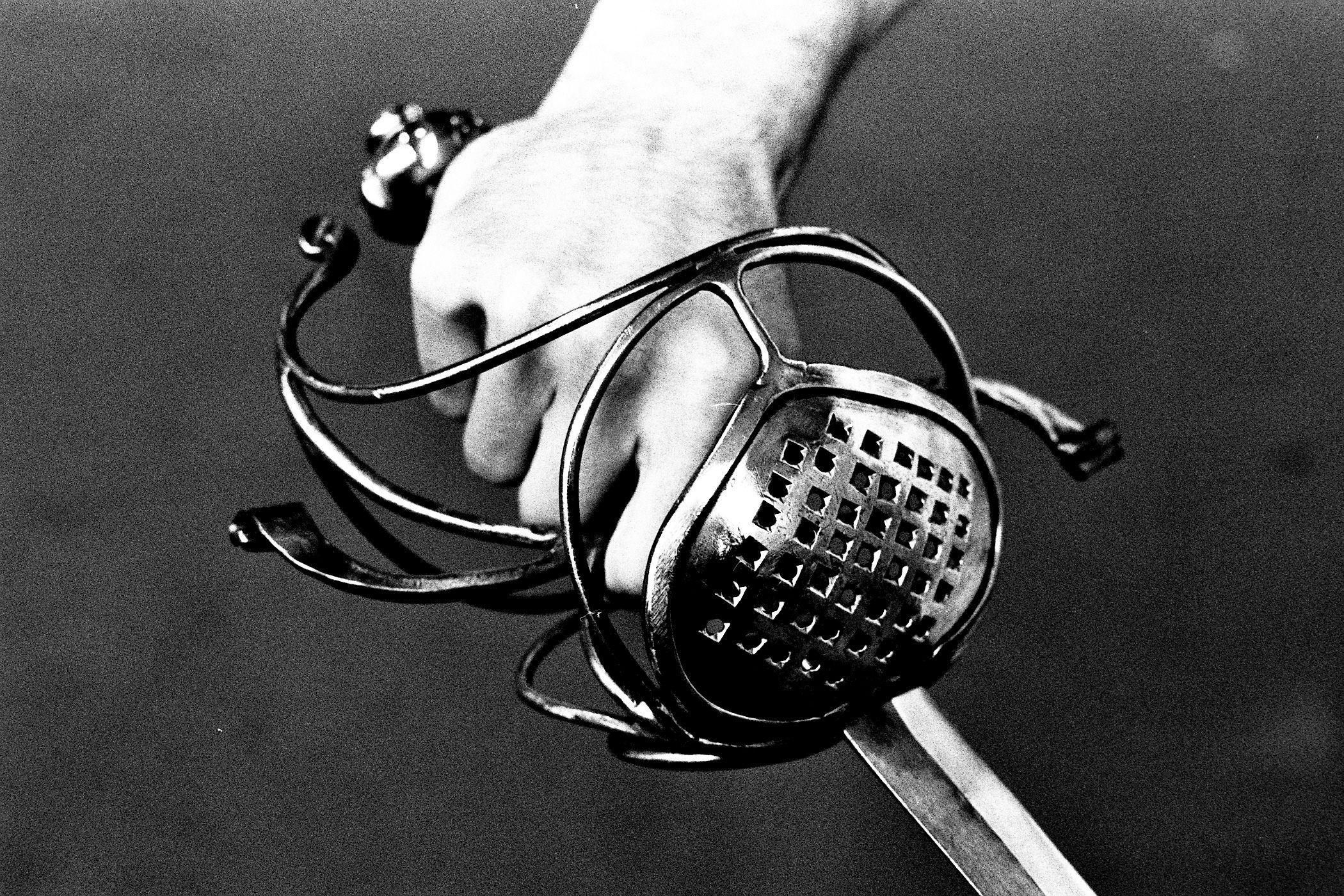
Pappenheimer
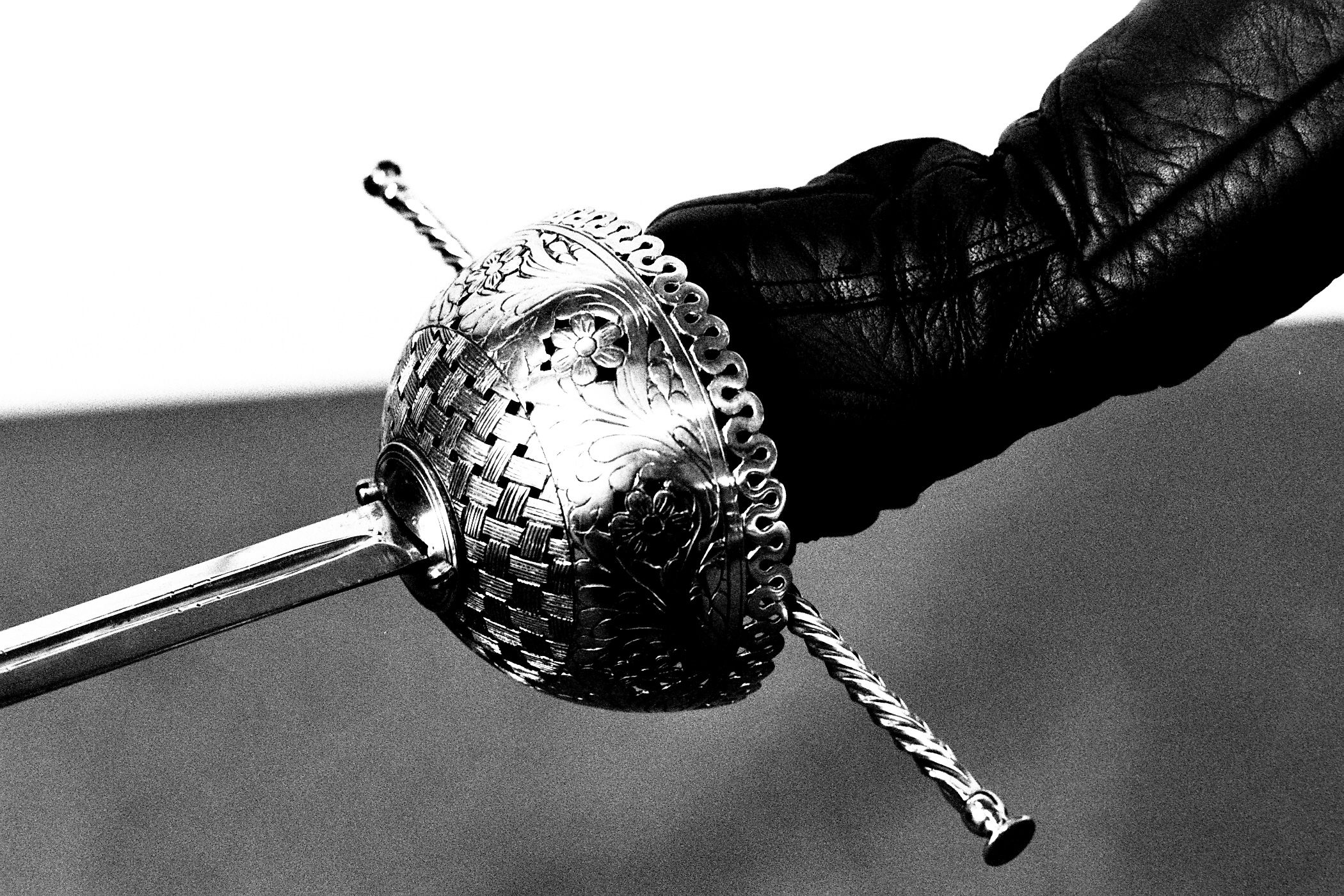
Kosz dzwonowy

## Rapier współcześnie
Można powiedzieć, że rozmaite szkoły szermierki klasycznej przejęły elementy walki rapierem. Szkoły walki rapierem istnieją głównie w Hiszpanii i we Włoszech.
Niektórzy trenerzy szermierki rapierem (np. Andrea Lupo Sinclair i Ramon Martinez) twierdzą nawet, że w Europie istnieje nieprzerwana tradycja nauki walki rapierem, sięgająca XVI wieku. Amerykańskie autorytety związane z szermierką klasyczną podważają te twierdzenia.
Broń ta występuje także w kulturze i sztuce jako częsty oręż w honorowych pojedynkach. Pojawia się w ostatniej scenie Hamleta, a bardziej współcześnie w licznych filmach spod znaku płaszcza i szpady (choćby w różnych ekranizacjach powieści Trzej muszkieterowie). Należy przy tym zauważyć, że pojedynki na rapiery prezentowane w filmach mają w przeważającej większości bardzo niewiele wspólnego z autentyczną techniką walki tą bronią.
Od połowy lat 90 XX w. rozwijany jest także ruch Dawnych Europejskich Sztuk Walki (DESW) w którym obok długiego miecza, korda, szabli i miecza z puklerzem; rapier (najczęściej razem z lewakiem) jest jedną z najpopularniejszych broni. Do najczęściej studiowanych traktatów dotyczących walki rapierem należą dzieła takich mistrzów jak Ridolfo Capo Ferro da Cagli, Salvator Fabris, Nicoletto Giganti czy George Silver. W Polsce regularnie rozgrywane są zawody sportowe w walce na rapiery, a kluby DESW prowadzące zajęcia rapierem znajdują się w wielu większych miastach. Na pierwszym międzynarodowym pucharze federacji IFHEMA w 2015 który odbywał się w Hajdúsámson na Węgrzech, polska reprezentacja DESW zajęła pierwsze miejsce, zdobywając wszystkie medale w konkurencji długiego miecza oraz srebro i brąz w konkurencji rapiera.